# Henrik Oskarsson
Henrik Oskarsson (* 1960; † 25. Februar 2002 in Sion, Schweiz) war ein schwedischer Freestyle-Skier. Er war auf die Buckelpisten-Disziplinen Moguls spezialisiert. Im Laufe seiner Karriere gelang ihm ein Weltcupsieg.

## Biografie

### Sportliche Laufbahn
Der aus Umeå stammende Henrik Oskarsson gab im Februar 1984 in Courchevel sein Debüt im Freestyle-Skiing-Weltcup. Die beiden folgenden Wettkämpfe konnte er bereits unter den besten zehn beenden, im März schrammte er als Vierter in Sälen nur knapp an seinem ersten Podestplatz vorbei. Erst ein Jahr später konnte er sich mit Rang sieben in Pila wieder im Spitzenfeld klassieren, ansonsten blieben seine Ergebnisse unauffällig. Im selben Winter gewann er auf der Buckelpiste seinen ersten und einzigen schwedischen Meistertitel. 1985/86 hatte Oskarsson seine erfolgreichste Saison. Im Januar schaffte er als Zweiter in Lake Placid seine erste Podiumsplatzierung, Anfang März konnte er am Oberjoch seinen einzigen Weltcupsieg feiern. Mit einem weiteren Podestplatz in Voss belegte er am Saisonende Rang drei der Disziplinenwertung. Bei den Weltmeisterschaften in Tignes kam er hingegen nicht über Rang 36 hinaus. Im folgenden Winter erreichte er noch zweimal Platzierungen unter den besten zehn, im Anschluss beendete er seine aktive Karriere.

### Lawinentod
Am 24. Februar 2002 war Henrik Oskarsson mit einem Schweden und einem Schweizer in den Walliser Alpen nahe seiner Wohnung in Verbier unterwegs. Beim Skifahren im freien Gelände lösten die drei am Tête de la Payanne in einer Seehöhe von 2260 m ü. M. eine 300 Meter lange und 30 Meter breite Lawine aus und wurden verschüttet. Während sich seine Begleiter unverletzt befreien konnten, blieb Oskarsson unter einer 1,5 Meter dicken Schneedecke begraben. Erst nach 40 Minuten konnte der bewusstlose Schwede geborgen und mit dem Helikopter ins Spital von Sion geflogen werden. Dort erlag er am späten Abend des folgenden Tages seinen Verletzungen. Laut seinem unverzüglich angereisten Bruder Clas hatten die mit LVS-Geräten ausgestatteten Männer die Lawinengefahr in dem Gebiet unterschätzt.
Henrik Oskarsson war seit 1986 mit seiner US-amerikanischen Freestyle-Kollegin Mary Jo Tiampo verheiratet. Das Paar bekam drei Söhne und lebte gemeinsam in den USA.

## Erfolge

### Weltmeisterschaften
- Tignes 1986: 36. Moguls

### Weltcupwertungen
| Saison  | Gesamt | Gesamt | Moguls | Moguls |
| Saison  | Platz  | Punkte | Platz  | Punkte |
| ------- | ------ | ------ | ------ | ------ |
| 1984    | 42.    | 11     | 16.    | 67     |
| 1984/85 | 55.    | 8      | 20.    | 54     |
| 1985/86 | 15.    | 23     | 3.     | 93     |
| 1986/87 | 47.    | 11     | 18.    | 80     |

### Weltcupsiege
Oskarsson errang im Weltcup 3 Podestplätze, davon 1 Sieg:
| Datum        | Ort      | Land        | Disziplin |
| ------------ | -------- | ----------- | --------- |
| 1. März 1986 | Oberjoch | Deutschland | Moguls    |

### Weitere Erfolge
- 1 schwedischer Meistertitel (Moguls 1985)[4]